# برايان فرنسيس سلاتري
برايان فرنسيس سلاتري (بالإنجليزية: Brian Francis Slattery)‏ (6 فبراير 1975)؛ كاتب وروائي أمريكي.